# Marcelo Calero
Marcelo Calero Faria Garcia (sinh ngày 7 tháng 7 năm 1982) là một nhà ngoại giao và chính khách người Brasil. Anh là Bộ trưởng Văn hóa của chính phủ Michel Temer.
Vào năm 2018, Calero được bầu làm nghị sĩ của Đảng Cidadania với sự tán thành của phong trào Livres tự do cổ điển. Anh công khai là người đồng tính và là người LGBT thứ hai được bầu làm Nghị sĩ Quốc hội.